# Джезаир Шакири
Джезаир Шакири с псевдоним Ходжа (на албански: Xhezair Shaqiri; на македонска литературна норма: Џезаир Шаќири, Хоџа) е албански революционер, командир на Армията за национално освобождение, по-късно политик от Демократичния съюз за интеграция.

## Биография
Роден е през 1965 година в скопското село Танушевци. Има средно образование.
Още в 2000 година Шакири е един от първите командири на АНО при убийството на първия македонски полицай в 2000 година. При започването на Военния конфликт в Република Македония през следващата 2001 година Шакири действа в Куманово, Липково и Арачиново. Смятан е за ислямски фундаменталист. Шакири е пряк извършител на убийството на служител на вътрешното министерство в търговския център „Чаирчанка“ в Скопие.
На 24 юли 2001 година е поставен в македонския черен списък на граждани., а на 27 юли влиза и в списъка на американския президент Джордж Уокър Буш.
След края на конфликта Шакири съгласно новия закон за амнистия е амнистиран..
На 19 декември 2001 година срещу него е извършен атентат край Витина. Ранен е откаран за лечение в болницата в американския военен лагер Бондстил с джип на УНМИК. Смята се, че атентатът е свързан със злоупотреба с голяма сума пари от фонда „Родината вика“.
След войната става депутат. Смята се че Шакири стои зад голям брой нелегални операции в Република Македония като търговец на оръжие и наркотици. В 2007 година обявява отделянето на родното си село Танушевци от Република Македония и присъединяването му към Косово.